# Dunvegan
Dunvegan ist eine Ortschaft im Civil Parish Duirinish auf der schottischen Insel Isle of Skye und gehört somit zur Council Area Highland, sie ist 23 km von Portree entfernt. Im Jahr 2011 hatte sie eine Bevölkerung von 386 Einwohnern. Sie liegt am Ufer des Meeresarmes Loch Dunvegan. Dunvegan Castle liegt nördlich des Dorfes. Das Dorf hat eine Reihe von Geschäften. Die neogotische Dunvegan Parish Church ist als Denkmal der Kategorie A geschützt.

## Verkehr
Die A863 endet in Dunvegan. Vor Dunvegan Castle beginnt die A850, über die in Richtung Osten Anschluss zur Inselhauptstadt Portree besteht.